# Clement Freud
Clemens Raphael (Clement) Freud (Berlijn, 24 april 1924 - Londen, 15 april 2009) was een Brits radiopersoonlijkheid, schrijver, politicus en keukenchef van Duitse afkomst.
Hij werd geboren als Clemens Freud en was een zoon van de Oostenrijks-Duitse architect Ernst Freud (de jongste zoon van de Oostenrijkse psychoanalyticus Sigmund Freud) en de broer van de portretschilder Lucian Freud. Toen zijn familie in de jaren '30 voor de nazi's van Duitsland naar Engeland vluchtte werd zijn voornaam verengelst tot Clement.
Freud werd leerling-kok in The Dorchester, en diende tijdens de Tweede Wereldoorlog bij de Royal Ulster Rifles. In 1946 was hij verbindingsofficier bij het Tribunaal van Neurenberg. In 1952 begon hij een club, en vanaf 1956 was hij tevens actief als journalist. Hij begon zijn journalistieke carrière als sportverslaggever bij The Observer, maar schakelde al snel over op culinaire journalistiek. Freud schreef artikels en boeken over eten en drinken, en trad op in reclamespots en tv-programma's. Hij werd vooral bekend als jarenlang panellid in het radioprogramma Just a Minute.
Daarnaast was hij actief in de politiek. In 1973 werd hij voor het eerst verkozen als parlementslid voor de Social and Liberal Democratic Party. Hij bleef dat tot 1987. In het Lagerhuis werd Freud nogal eens met geblaf begroet - een toespeling op een bekende reclamespot voor hondenvoer waaraan hij ooit had meegewerkt - en zijn imago als lolbroek werkte tegen hem. Zijn belangrijkste wapenfeit was het ontwerp voor een wet waarin de openbaarheid van informatie werd geregeld. Tijdens de behandeling trad het kabinet-Callaghan echter af, waarmee de kans op invoering van de wet was verkeken.
Freud was sinds 1950 gehuwd met actrice Jill Raymond en had vijf kinderen. Hij overleed negen dagen voor zijn 85-ste verjaardag.
In 2016, negen jaar na zijn overlijden, werd Freud ervan beschuldigd minderjarigen seksueel misbruikt te hebben. Zijn weduwe bood hiervoor verontschuldigingen aan.

## Trivia
Freud staat afgebeeld op de hoes van het album Band on the Run van Paul McCartney and Wings. Hij is ook op het album te horen in een kleine monoloog.